# Родригес, Исмаэль (футболист)
Измаил Де Хесус Родригес Вега (исп. Ismael de Jesús Rodríguez Vega; родился 10 января 1981, Сьюдад-Мадеро, Мексика) — мексиканский футболист, защитник. Участник Золотого кубка КОНКАКАФ 2009.

## Карьера
Исмаэль начал свою карьеру в «Монтеррей» и дебютировал 21 июля 2001 года в игре против «УНАМ». Он быстро завоевал место в основном составе «Монтеррей». Дебютировал в чемпионате Мексики Родригес в 2003, он сыграл в 18 матчах и забил два гола. Его дальнейшие успехи на клубном уровне привлекли к нему внимание тренеров национальной команды.
В 2005 Исмаэль был куплен клубом «Америка», который был в то время действующим чемпионом.

## Международная карьера
В 2004 году Родригес играл за сборную Мексики на Олимпийских играх. А также в 2009 играл на Золотом кубке КОНКАКАФ.

### Матчи в сборной Мексики
| Матчи | Матчи           | Матчи                                      | Матчи                        | Матчи     | Матчи                       | Матчи |
| #     | Дата            | Место                                      | Соперник                     | Результат | Турнир                      |       |
| ----- | --------------- | ------------------------------------------ | ---------------------------- | --------- | --------------------------- | ----- |
| 1.    | 15 октября 2003 | Солдьер Филд, Чикаго, США                  | Уругвай                      | 0-2       | Товарищеский матч           |       |
| 2.    | 24 июня 2009    | Джорджия Доум, Атланта, США                | Сборная Венесуэлы по футболу | 4-0       | Товарищеский матч           |       |
| 3.    | 5 июля 2009     | Окленд-Аламеда Каунти Колезим, Окленд, США | Никарагуа                    | 2-0       | Золотой кубок КОНКАКАФ 2009 |       |
| 4.    | 9 июля 2009     | Релайант, Хьюстон, США                     | Панама                       | 1-1       | Золотой кубок КОНКАКАФ 2009 |       |
| 5.    | 12 июля 2009    | Университет Феникса, Глендейл, США         | Гваделупа                    | 2-0       | Золотой Кубок КОНКАКАФ 2009 |       |
| 6.    | 19 июля 2009    | Ковбойс, Арлингтон, США                    | Гаити                        | 4-0       | Золотой кубок КОНКАКАФ 2009 |       |

## Достижения
- Победитель Золотого кубка КОНКАКАФ 2009
- Чемпионы Мексики: Клаусура 2003